# Исидзава, Сихо
Сихо Исидзава (яп. 石沢志穂; англ. Shiho Ishizawa, родилась 23 октября 1986, Накасацунай, Япония) — японская конькобежка. Участница Зимних Олимпийских игр 2010, чемпионка Японии в многоборье и 6-кратная призёр чемпионата Японии.

## Биография
Сихо Исидзава начала кататься на коньках в возрасте 3 лет в родном селе Накасацунай, пойдя по стопам своего отца и брата, которые уже катались на коньках. С 2000 года участвовала в региональных соревнованиях и уже в 2002 году выиграла в многоборье на всеяпонском чемпионате средней школы среди юниоров. В сезоне 2004/05 стала 3-й на юниорском чемпионате Японии и дебютировала на юниорском чемпионате мира. Выступала в команде "Team CBA"под руководством Петера Мюллера.
В 2006 году стала 2-й в многоборье на чемпионате Японии среди юниоров и заняла 3-е место на юниорском чемпионате мира в командной гонке. В сезоне 2007/08 на чемпионате Японии впервые завоевала бронзовые медали на дистанциях 1500 и 3000 м и дебютировала на Кубке мира, а в 2009 году на чемпионате мира на отдельных дистанциях в Ричмонде, заняв лучшее 14-е место на дистанции 5000 м.
В сезоне 2009/10 впервые заняла 2-е место на этапе Кубка мира в Калгари в командной гонке. В январе 2010 года на чемпионате Азии в Обихиро выиграла серебряную медаль в сумме многоборья. Через месяц на зимних Олимпийских играх в Ванкувере участвовала на дистанциях 3000 и 5000 метров, став 15-й и 9-й соответственно. В марте на чемпионате мира в классическом многоборье в Херенвене заняла 21-е место.
На 7-х зимних Азиатских играх в Астане 2011 года заняла 3-е место в командной гонке, а на чемпионате мира на отдельных дистанциях в Инцеллезаняла лучшее 4-е место в командной гонке. В сезоне 2011/12 выиграла чемпионат Японии в многоборье и на чемпионате Азии стала 2-й в забеге на 5000 м. Следом на чемпионате мира в Москве заняла 20-е место в многоборье.
В 2013 году Сихо выиграла на чемпионате Японии среди мастеров на дистанциях 1500 и 3000 метров. На чемпионате Японии 2014 года она заняла 2-е место в забеге на 5000 м и 3-е на 3000 м. В феврале участвовала на зимних Олимпийских играх в Сочи и заняла 9-е место на дистанции 3000 м и 12-е на 5000 м. 17 апреля 2014 года завершила карьеру спортсменки в своём клубе "Transys" в Титосе.

## Личная жизнь
Сихо Исидзава окончила начальную школу и среднюю школу Накасацунай, а также среднюю школу Томакомай при университете Комадзава. После окончания средней школы она поступила на работу в "Kishimoto Institute of Medical Science Co., Ltd". Через несколько лет компания обанкротилась и Сихо пришлось преодолеть все трудности. С конца 2014 года она полгода училась в Великобритании, а после возвращения поступила в колледж Обихиро Отани на факультете наук о жизни и стала диетологом. Весной 2017 года окончила университет специалистом по пищевым продуктам. Она также была тренером "Токачи Накатайрен". После Сихо поступила в больницу Айзава в соответствии с пожеланиями её лучшего друга Кодайры Нао и поддерживала её на тренировках и в питании в течение 1 года, помогая ей выиграть золотую медаль в беге на 500 метров. В апреле 2019 года она создала клуб конькобежцев в младшем колледже Обихиро, где и работает ассистентом преподавателя.